# Kostoľany pod Tribečom
Kostoľany pod Tribečom és un poble i municipi d'Eslovàquia que es troba a la regió de Nitra, al sud-oest del país.

## Història
La primera menció escrita de la vila es remunta al 1113.

## Demografia
| Godina             | 1994 | 2004    | 2014 | 2024   |
| ------------------ | ---- | ------- | ---- | ------ |
| Nombre de persones | 412  | 349     | 349  | 335    |
| Diferència         |      | −15,29% | +0%  | −4,01% |

| Godina             | 2023 | 2024   |
| ------------------ | ---- | ------ |
| Nombre de persones | 331  | 335    |
| Diferència         |      | +1,20% |